# Factoria Calisay
La Factoria Calisay és una obra d'Arenys de Mar (Maresme) protegida com a bé cultural d'interès local.

## Descripció
Edifici gran amb un gran pati d'entrada, destinat a la fabricació de licors i magatzem. A la composició general de les façanes s'ha volgut donat un caràcter d'arquitectura popular, amb obertures emmarcades amb pedra, així com finestrals neogòtics i finestres arquejades. Hi ha una xemeneia d'obra vista. Una part de l'edificació queda reculada de l'alineació de façanes de la Riera.

## Història de l'edifici
Originàriament, era un molí fariner datat al segle xvi, que l'any 1896 fou comprat per Magí Mollfulleda per tal de convertir-lo en l'indret de producció del licor Calisay. El 1981 la fàbrica va passar a mans de RUMASA i des de 1986 és un edifici de titularitat municipal on hi ha, entre d'altres, la seu de Ràdio Arenys.

## Imatges

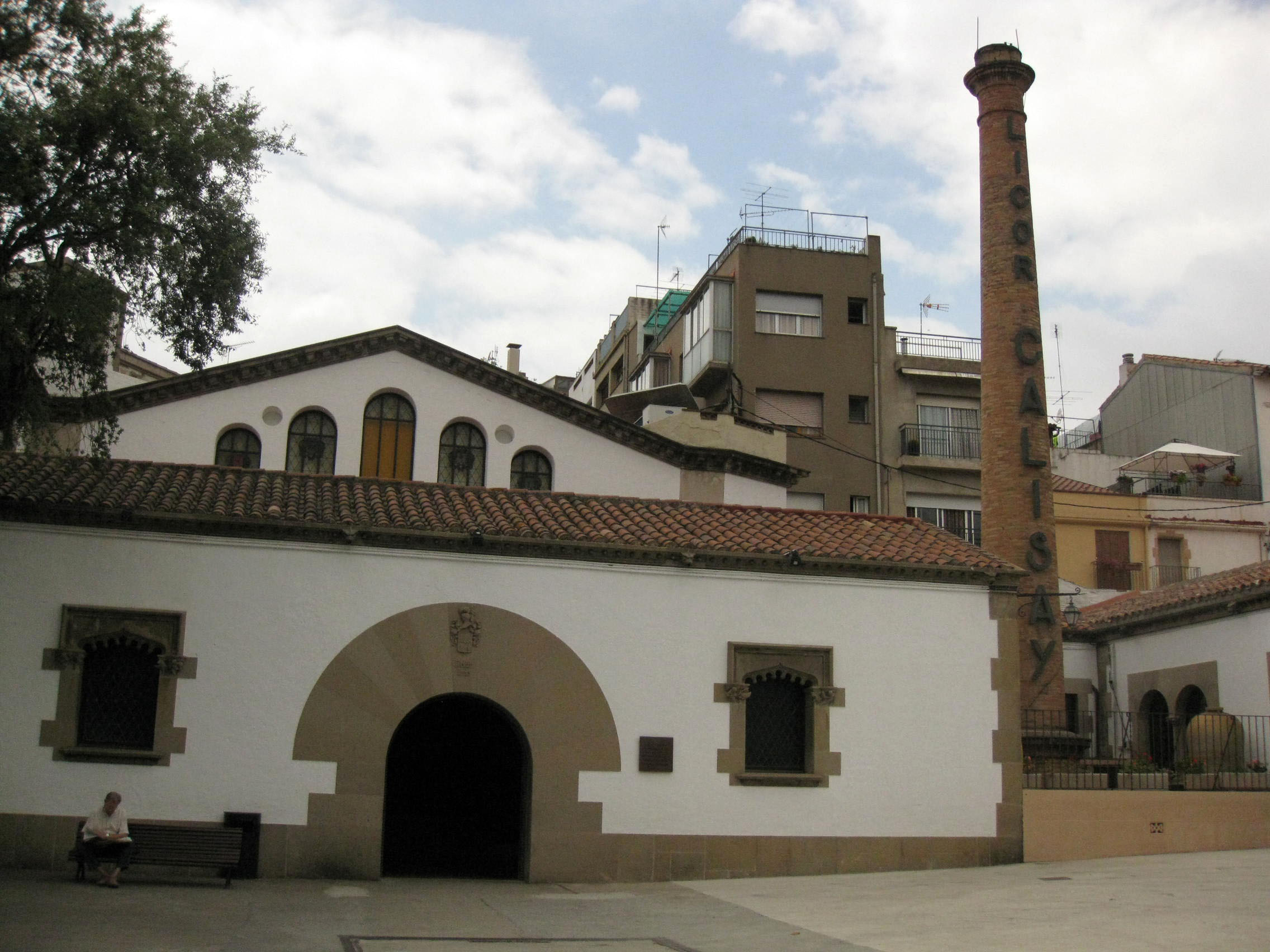
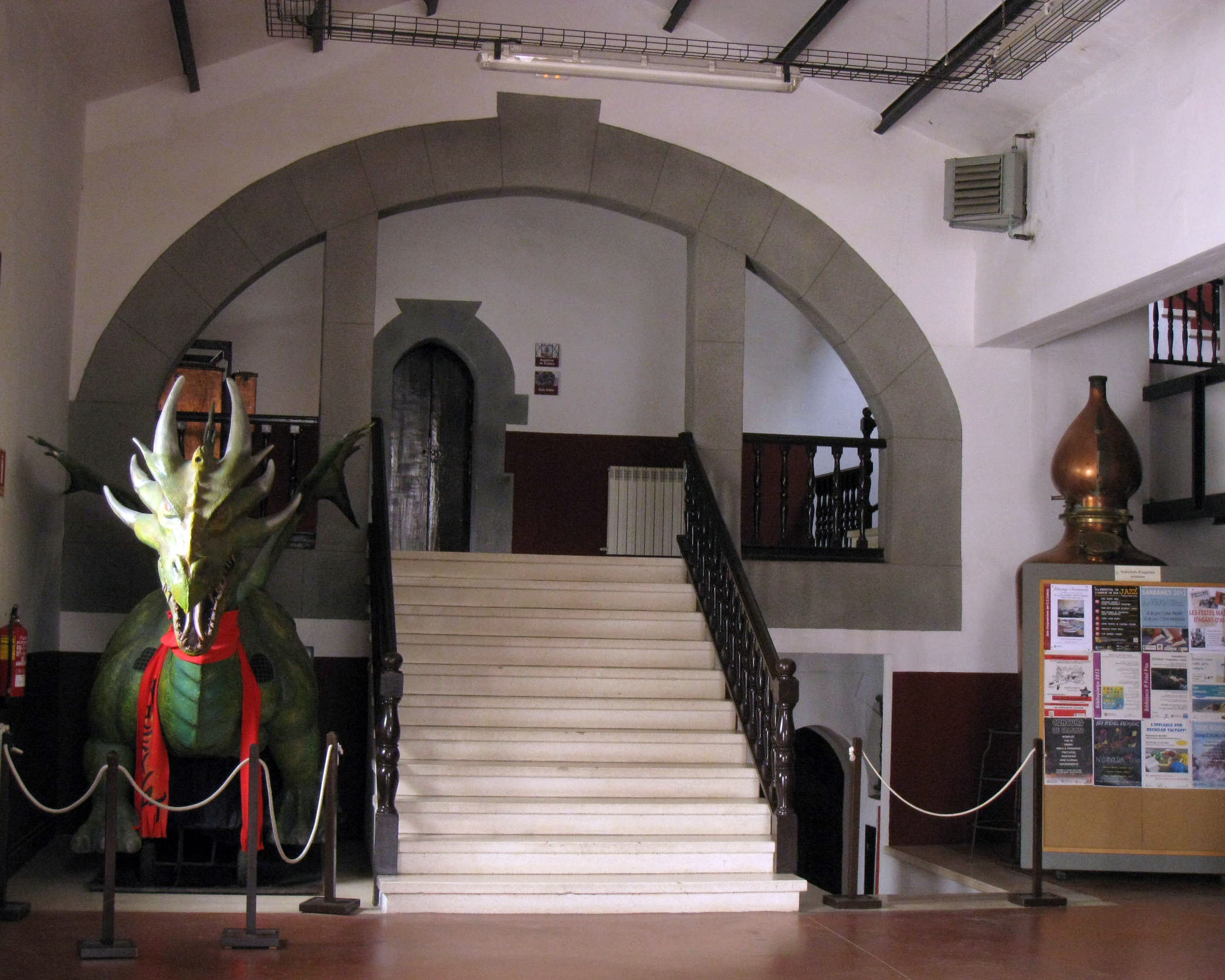
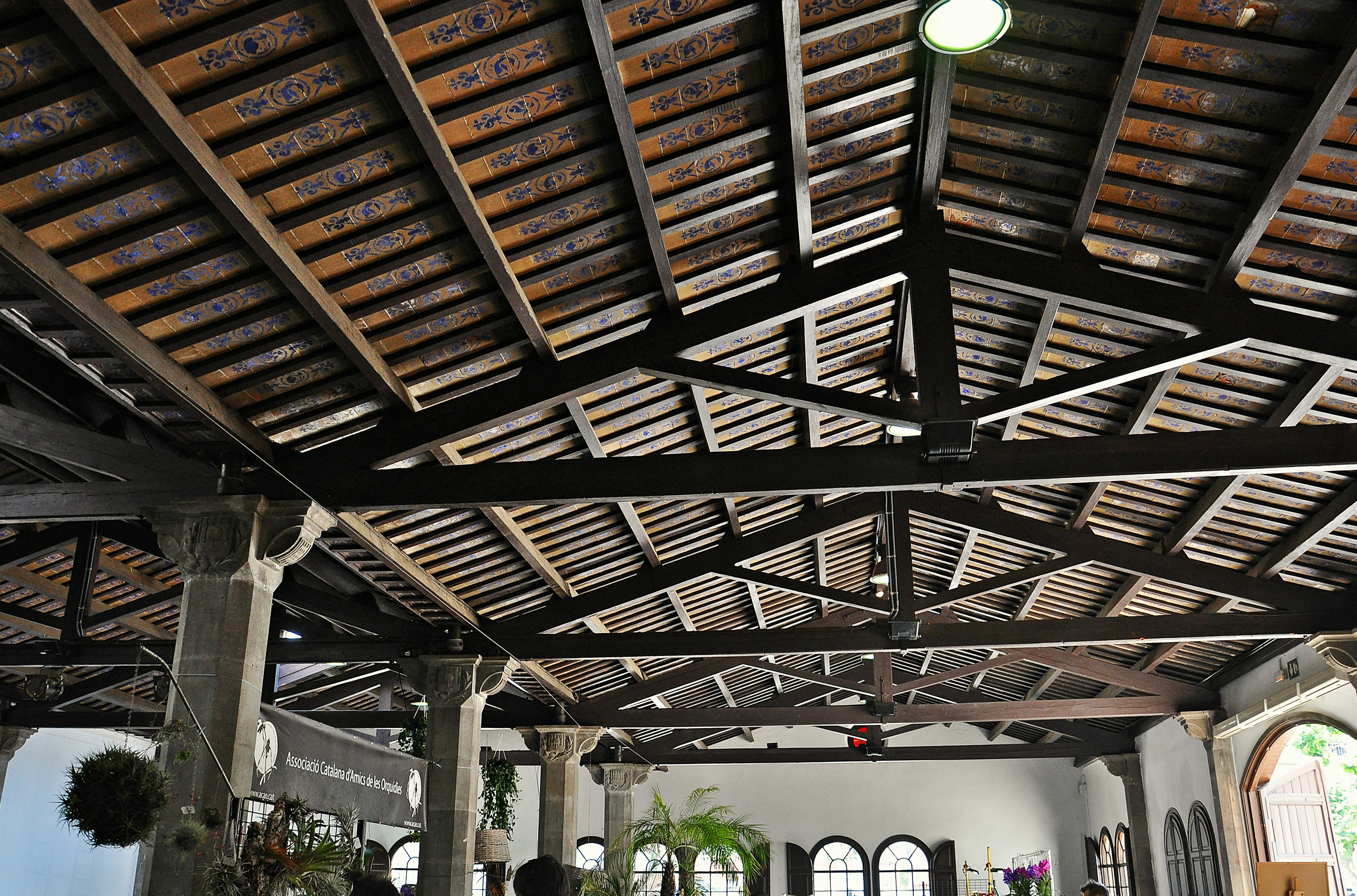
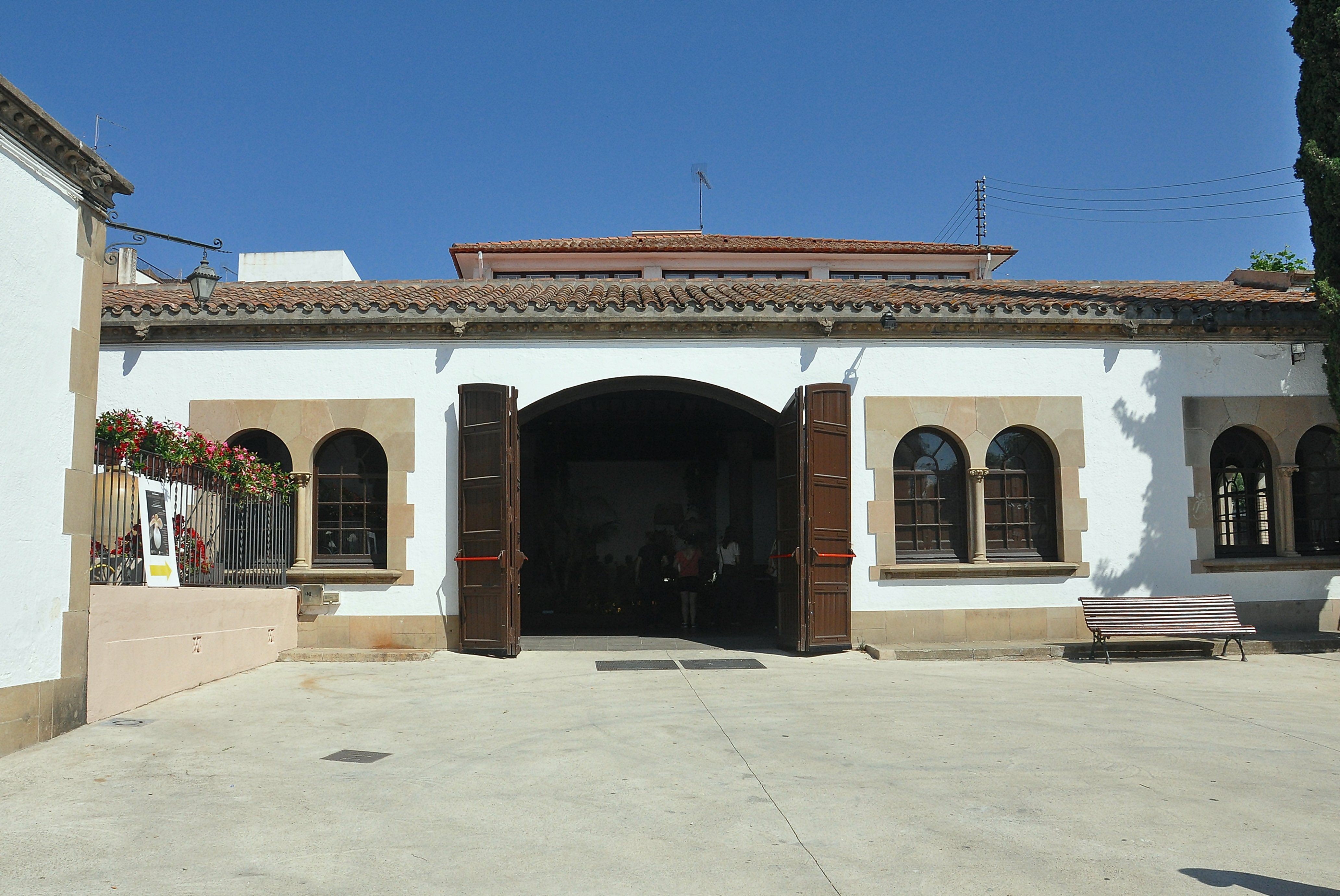
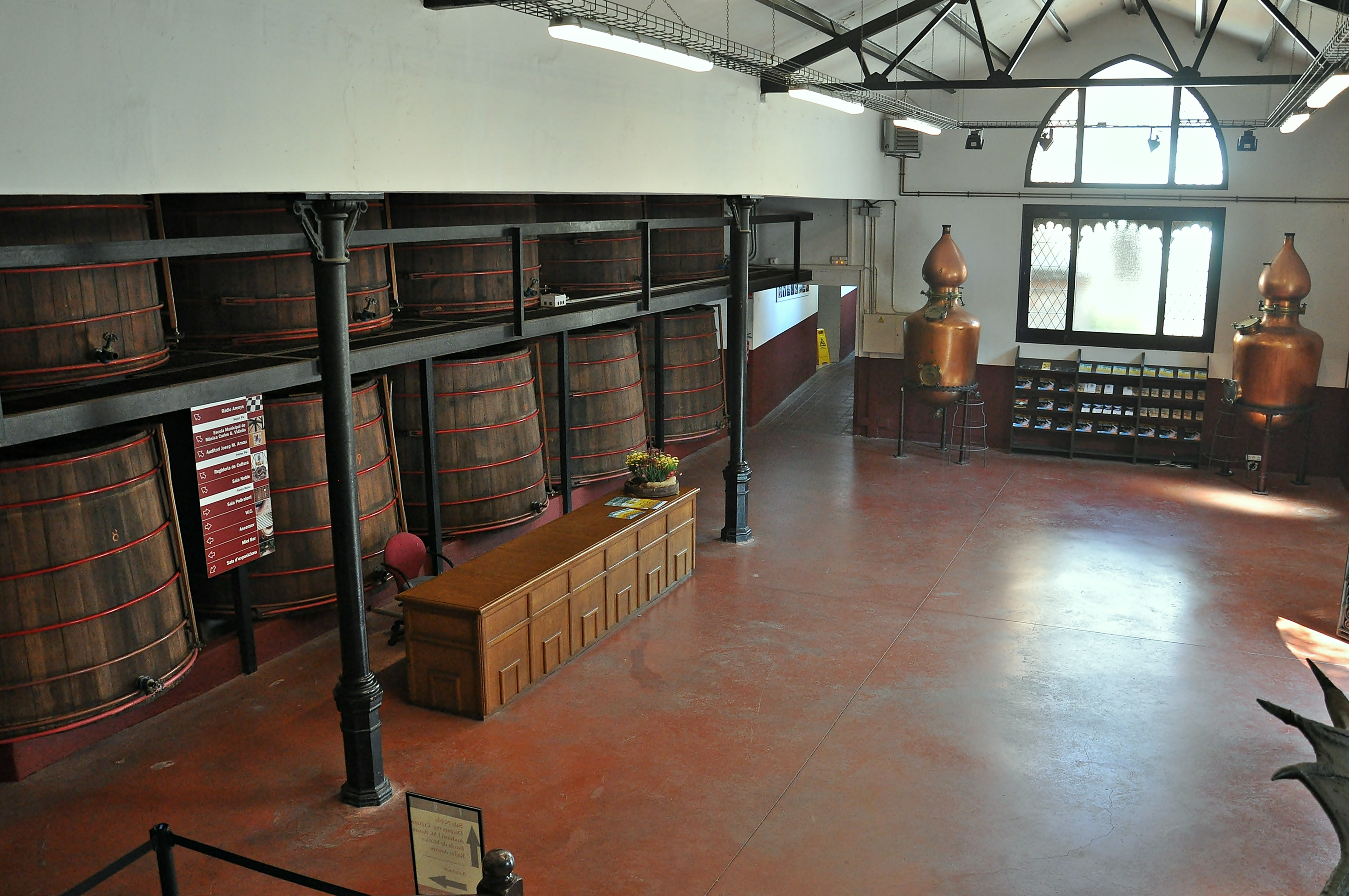
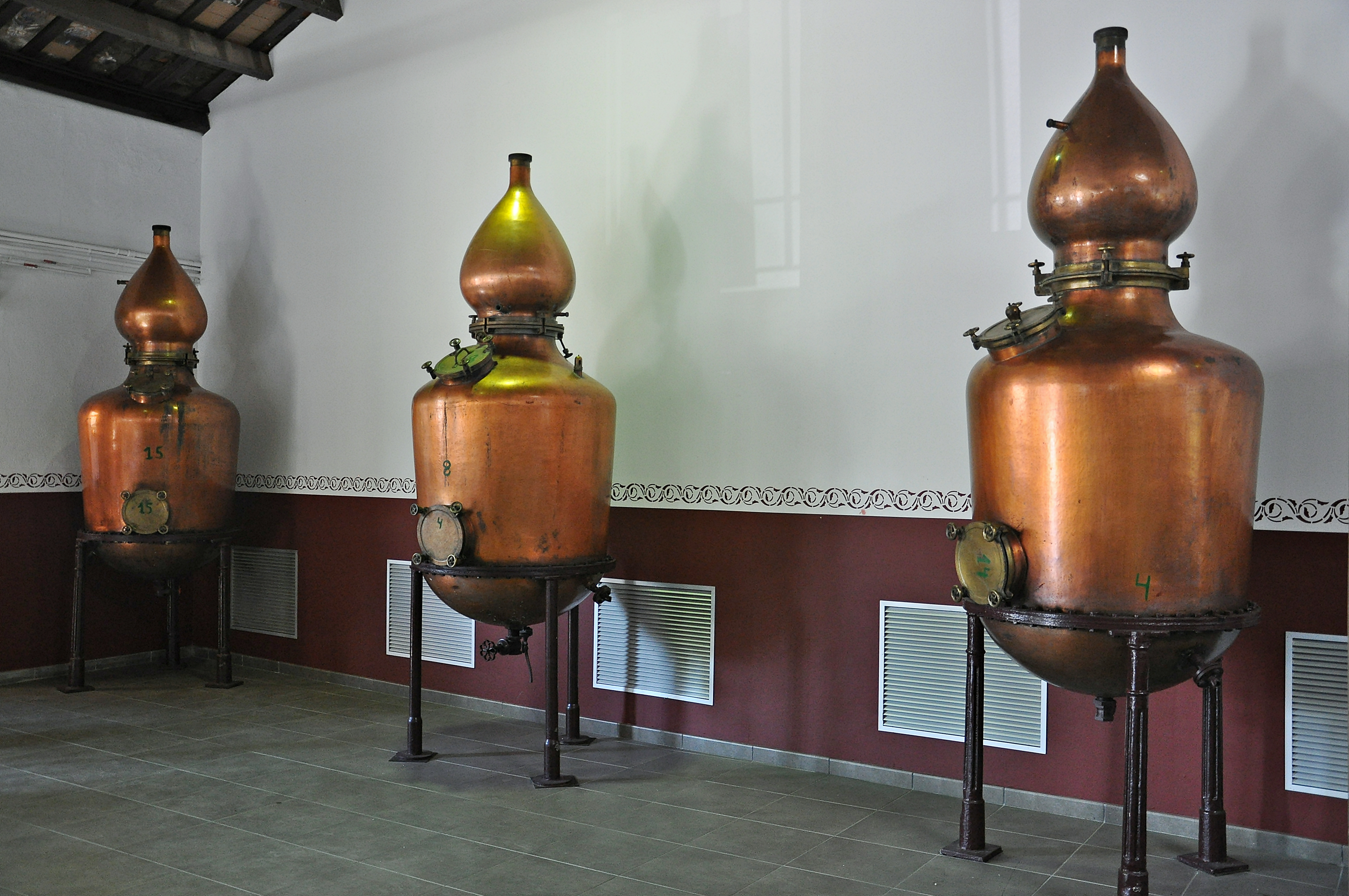
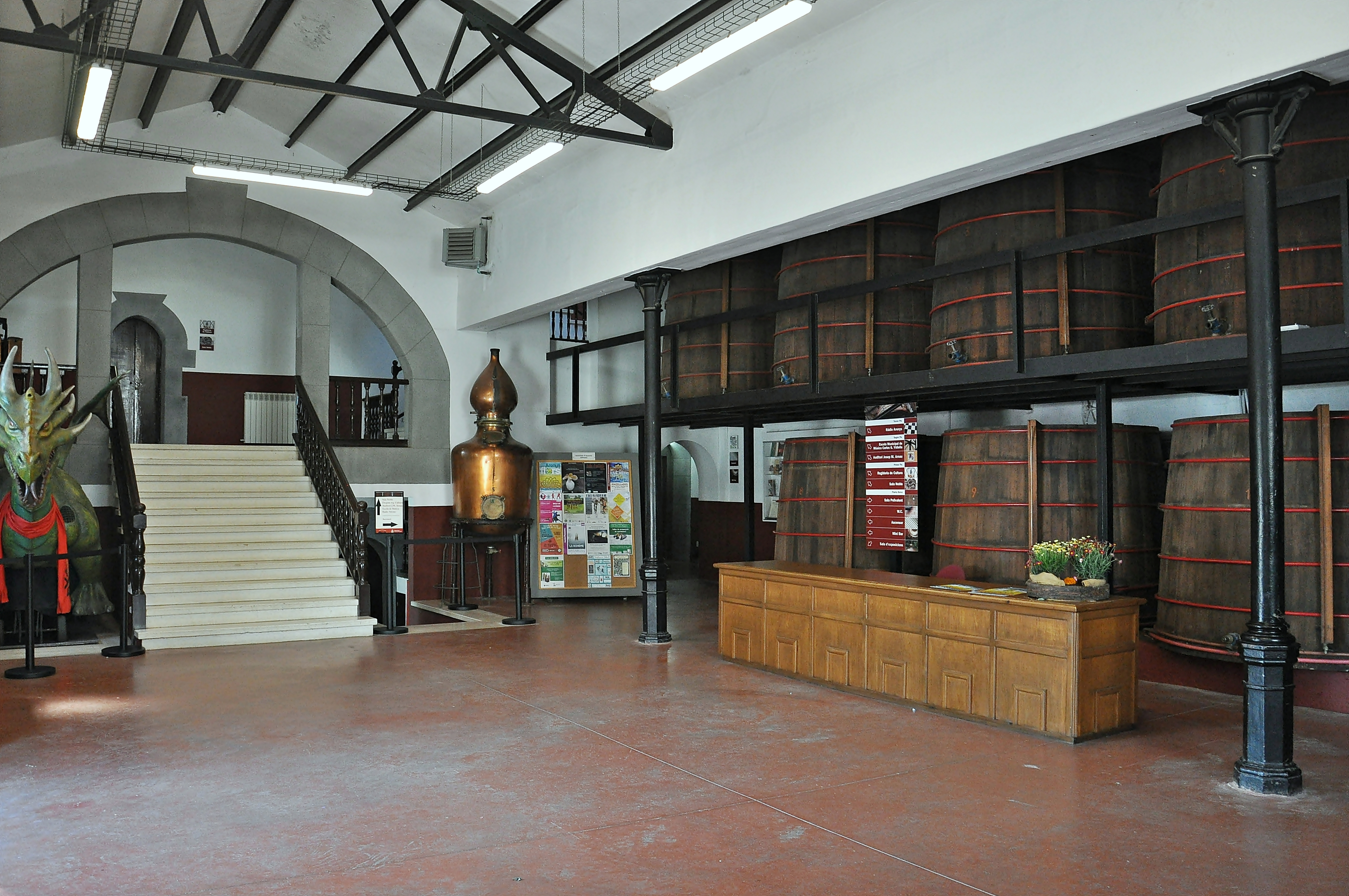